# Championnat d'Afrique du Sud d'échecs
Le Championnat d'Afrique du Sud d'échecs est organisé en Afrique du Sud depuis 1892.

## Historique
Il a été organisé pour la première fois en 1892 par le Cape Town Chess Club, le club d'échecs de la ville du Cap. Il est désormais organisé par Chess South Africa (CHESSA), l'organe directeur des échecs en Afrique du Sud. Le tournoi a normalement lieu tous les deux ans. Il est réservé aux joueurs d'échecs résidant en Afrique du Sud (bien que des exceptions aient été faites à l'occasion) et la participation se fait uniquement sur invitation.
La CHESSA a été créée en 1992, après des pourparlers d'unification entre diverses organisations d'échecs qui avaient commencé l'année précédente. L'édition de 1995, était la première organisée sous l'égide de la CHESSA. Elle comprenait des joueurs titrés d'Angola et du Zimbabwe, et se déroulait sous le modèle du système suisse. Depuis cette date, le tournoi se déroule sous forme de tournoi toutes rondes. Le vainqueur du tournoi détient le titre de champion sud-africain jusqu'à la tenue du prochain tournoi.
Le championnat s'est généralement déroulé sous la forme d'un tournoi toutes rondes, ou un joueur affronte chacun de ses adversaires, mais le tournoi les joueurs ont pu aussi affronter chacun de leurs adversaires deux fois. En cas d'égalité pour la première place, un match de départage est généralement organisé. Dans les premiers jours, le tenant du titre pouvait également être défié à un match pour le titre, et ces matchs sont présentés ci-dessous.

## Vainqueurs du championnat mixte et du championnat féminin

### 1892-1989
| Année | Ville              | Vainqueur                              |
| ----- | ------------------ | -------------------------------------- |
| 1892  | Le Cap             | Arthur Rivett Edward Roberts[1]        |
| 1897  | Le Cap             | Edward Roberts                         |
| 1899  | Durban             | Abraham Michael                        |
| 1903  | Johannesbourg      | Francis Joseph Lee (en)                |
| 1906  | Le Cap             | Bruno Edgar Siegheim (en)              |
| 1910  | Le Cap             | Harry Duhan                            |
| 1912  | Johannesbourg      | Bruno Edgar Siegheim[2]                |
| 1920  | Le Cap             | A.J.A. Cameron Alexander Chavkin       |
| 1924  | Durban             | Alexander Chavkin                      |
| 1926  | Johannesbourg      | Max Blieden                            |
| 1928  | Le Cap             | Max Blieden                            |
| 1935  | Johannesbourg      | John C. Archer jr                      |
| 1937  | Le Cap             | Kurt Dreyer (en)[3]                    |
| 1939  | Durban             | Wolfgang Heidenfeld (en)               |
| 1945  | Johannesbourg      | Wolfgang Heidenfeld John Holford       |
| 1947  | Le Cap             | Wolfgang Heidenfeld Kurt Dreyer        |
| 1949  | Durban             | Wolfgang Heidenfeld                    |
| 1951  | East London        | Wolfgang Heidenfeld                    |
| 1953  | Johannesbourg      | John E. Eriksen                        |
| 1955  | Le Cap             | Wolfgang Heidenfeld                    |
| 1957  | Durban             | Wolfgang Heidenfeld                    |
| 1959  | Johannesbourg      | Wolfgang Heidenfeld Kenneth Kirby (en) |
| 1961  | Le Cap             | Woolf Gerber                           |
| 1963  | Pretoria           | Kenneth Kirby Kees van der Meyden      |
| 1965  | Salisbury (Durban) | Piet Kroon (en)                        |
| 1967  | Johannesbourg      | David Friedgood (en)                   |
| 1969  | Pretoria           | Piet Kroon                             |
| 1971  | Johannesbourg      | David Friedgood                        |
| 1973  | Le Cap             | David Friedgood                        |
| 1975  | East London        | Piet Kroon Charles de Villiers (en)    |
| 1977  | Pretoria           | David A. Walker Charles de Villiers    |
| 1979  | Johannesbourg      | Frank Korostenski                      |
| 1981  | Le Cap             | Charles de Villiers                    |
| 1983  | Pretoria           | Donald Macfarlane                      |
| 1985  | Johannesbourg      | Clyde Wolpe Charles de Villiers        |
| 1986  | Durban             | Shabier Bhawoodien                     |
| 1987  | Pretoria           | Charles de Villiers[4]                 |
| 1989  | Secunda            | Charles de Villiers                    |

### Vainqueurs du tournoi fermé des Noirs (1987-1991)
- 1987 : Deon Pick (à Worcester)
- 1988 : Maxwell Solomon (à East London)
- 1989 : Deon Solomon (à Bellville South)
- 1991 : Deon Solomon (à CPUT Campus)

### Depuis 1993
| Année | Ville                      | Vainqueur                                   | Vainqueure du championnat féminin |
| ----- | -------------------------- | ------------------------------------------- | --------------------------------- |
| 1993  | Cape Town                  | George Michelakis (de)                      |                                   |
| 1994  | CPUT Campus                | Deon Solomon                                |                                   |
| 1995  | Le Cap                     | David Gluckman (pl)                         |                                   |
| 1998  | Bruma Lake (Johannesbourg) | Mark Rubery Watu Kobese                     |                                   |
| 2000  | Port Elizabeth             | Nicholas van der Nat (en)                   | Michelle Minnaar                  |
| 2001  |                            | Watu Kobese                                 | Cecile van der Merwe (en)         |
| 2002  |                            |                                             | Mignon Pretorius (de)             |
| 2003  | Kempton Park               | Watu Kobese Kenny Solomon                   | Mignon Pretorius                  |
| 2004  |                            |                                             | Carmen de Jager                   |
| 2005  | Le Cap                     | Nicholas van der Nat                        | Denise Frick (en)                 |
| 2007  | Le Cap                     | Henry Robert Steel (en)                     | ?                                 |
| 2008  |                            |                                             | Carmen de Jager                   |
| 2009  | Le Cap                     | Nicholas van der Nat                        | Pas de championnat                |
| 2011  | Le Cap                     | Henry Robert Steel Watu Kobese              | Pas de championnat                |
| 2013  | Le Cap                     | Donovan van den Heever (en)                 | Denise Frick                      |
| 2015  | Le Cap                     | Daniel Cawdery (en)                         | Denise Frick                      |
| 2017  | Le Cap                     | Johannes Mabusela (en), Calvin Klaasen (en) | Jesse February                    |
| 2019  | Le Cap                     | Daniel Barrish (en)                         | Jesse February                    |
| 2020  |                            |                                             |                                   |
| 2021  |                            |                                             |                                   |
| 2022  | Le Cap                     | Daniel Cawdery                              | Chloe Badenhorst                  |
| 2023  |                            |                                             |                                   |
| 2024  | Le Cap                     | Daniel Barrish                              | Jesse February                    |

## Vainqueurs du titre sud-africain
- 1897 Edward Roberts (bat Arthur Cameron en défi)
- 1898 Edward Roberts (bat PG Van Breda en défi)
- 1910 Max Blieden (bat Bruno Edgar Siegheim en défi)
- 1911 Bruno Edgar Siegheim (bat Harry Duhan en défi)
- 1912 Bruno Edgar Siegheim (bat Henk Meihuizen en défi)

## Champions d'echecs par correspondance sud-africains
1. H. Guvland - J.Leicher  (1935-1936)
2. Coopersmith (1936-19379
3. A.I. Goldslaff (1937-19399
4. Chris Hayes (1950-1952)
5. John Eriksen (1954-1955)
6. Kenneth Kirby (1955-1958)
7. Kenneth Kirby (1957-1958)
8. Leonard Reitstein (1959-1960)
9. L. Wilken (1961-1962)
10. R.F. Griffiths (1962-1963)
11. N.W. King (1964-1965)
12. I. Friedman (1965-1966)
13. John Barlow  (1967-1969)
14. Brian Donnelly (1969-1971)
15. Brian Donnelly (1971-1973)
16. Brian Donnelly (1973-1975)
17. Brian Donnelly (1976-1978)
18. V.E. Justus (1979-1983)
19. V.E. Justus - N.Preece (1985-1986)
20. George Oosthuizen (1987-1988)
21. H.L. Bösenberg - Erwin Feilmayr (1989-1990)
22. Erwin Feilmayr (1991-1993)
23. Everdinand knol (1993-1996)
24. Everdinand Knol - Dieter Morschel (1997-2001)
25. Peter Kemp (2000-2003)
26. Everdinand Knol (2002-2006)  [13]
27. Benjamin Bester (2004-2006)  [14]
28. Iain Smuts (2006-2009)  [15]
29. Iain Smuts (2010-2011)  [16]